# Nicholas Reinke
Nicholas Reinke (* 24. September 1980 in Kempen) ist ein deutsch-britischer Schauspieler.

## Leben

### Ausbildung und Theater
Nicholas Reinke, am Niederrhein geboren und mit Deutsch und Englisch als Muttersprachen aufgewachsen, besuchte in seiner Geburtsstadt Kempen die Grundschule Stresemannstraße. Erste Bühnenerfahrungen sammelte er auf der Schulbühne des Gymnasiums Thomaneum. Dort spielte er 1998 den Kreon in Antigone; zwei Jahre später folgte dort der Wirt Thénardieur in Les Misérables. Er ging dann nach München, wo er unter über 1000 Bewerbern die Aufnahmeprüfung an der Otto-Falckenberg-Schule bestand. An der Otto-Falckenberg-Schule studierte er von 2001 bis 2005 Schauspiel und wurde in Körperarbeit, Sprecherziehung, Stimmbildung und Gesang ausgebildet. Nach seinem Abschluss wurde er 2005 als festes Ensemblemitglied ans Münchner Volkstheater engagiert, wo er bis 2007 blieb. Am Münchner Volkstheater spielte er u. a. Alwa  in Lulu (2004, Regie: Christian Stückl), Schürzinger in Kasimir und Karoline (2004, Regie: Florian Fiedler), den Ingenieur Cal in Kampf des Negers und der Hunde (2005, Regie: Sebastian Hirn), den Schüler Roelle in Fegefeuer in Ingolstadt (2005, Regie: Jorinde Dröse), den Tambourmajor in Woyzeck (2006, Regie: Christian Stückl) und die Rollen Neger John/Bolleboll in Baal (2007; Regie: Hans Neuenfels).
Anschließend gastierte er als freier Schauspieler am Schauspiel Frankfurt. Dort trat er in der Spielzeit 2007/08 als Kapitan Horster in Ein Volksfeind (Regie: Florian Fiedler), als Sebastian in Dear Wendy (nach dem Film von Lars von Trier; Regie: Florian Fiedler/Robert Lehniger) und als Giselher in Die Nibelungen (Regie: Robert Lehniger) auf. In der Spielzeit 2009/10 gastierte er am Schauspiel Frankfurt in Mutter Courage und ihre Kinder.
Weitere Engagements hatte er am Theater Erlangen (2008) und am Theater Augsburg. In Augsburg spielte er u. a. Leonhard (Spielzeit 2010/11, in Maria Magdalena; Regie: Anne Lenk), Valère (Spielzeit 2012/13, in Tartuffe; Regie: Sigrid Herzog), Major von Tellheim (2013, in Minna von Barnhelm; Regie: Anne Lenk) und Rosenkranz in Hamlet (Spielzeit 2013/14; Regie: Markus Trabusch). In der Spielzeit 2014/15 trat er an der Bayerischen Staatsoper als Polizeikommissär in der dreiaktigen Fassung der Oper Lulu auf. An der Schauburg München übernahm er 2015 die Rolle des Kommissar Matthäi in Friedrich Dürrenmatts Das Versprechen. In der Spielzeit 2016/17 übernahm er am Münchner Volkstheater die Rolle des Königs Alonso im Shakespeare-Spätwerk Der Sturm in einer Neuinszenierung von Christian Stückl.

### Film und Fernsehen
Reinke wirkte in zahlreichen Film- und Fernsehrollen mit. Sein Kinodebüt hatte Reinke 2006 in Hans-Christian Schmids preisgekröntem Filmdrama Requiem; er spielte einen Kommilitonen und Freund der psychisch labilen Hauptfigur Michaela Klingler. In dem Kinofilm Weißt was geil wär...?! war er Bruno; er spielte einen schwulen Kumpel der Hauptfigur Tommy. In Heinrich Breloers Romanverfilmung Buddenbrooks (2008) hatte er eine Nebenrolle; er verkörperte den Konsul und Lebemann Peter Döhlmann. In dem zweiteiligen Fernsehfilm Stauffenberg – Die wahre Geschichte (2009) übernahm er die Rolle des Widerstandskämpfers Werner von Haeften. Im Polizeiruf 110: Zapfenstreich (Erstausstrahlung: Mai 2010) spielte er eine Nebenrolle, den Messebauer René Winckler, der ein sexuelles Verhältnis mit der ermordeten Polizistin Silke hatte.
Seine erste Hauptrolle im Kino spielte Nicholas Reinke, an der Seite von Claudia Eisinger, in Boris Kunz’ Abschlussfilm Drei Stunden, der 2012 bei den Hofer Filmtagen uraufgeführt wurde und im Sommer 2013 in die Kinos kam. Darin verkörperte er Martin, einen verträumten Theaterautor, der sich als Kellner durchs Leben schlägt, und beinahe die Chance versäumt, seiner besten Freundin seine Liebe zu gestehen. In dem Fernsehfilm Der Andi ist wieder da (2014) spielte er die Hauptrolle, den erfolglosen Architekten Andreas Schäfer, der aus Berlin in sein Heimatdorf zurückkehrt. Im Tatort: Auf einen Schlag, dem ersten Fall des neuen Dresdner Ermittlerteams Sieland, Gorniak und Schnabel, der im März 2016 erstausgestrahlt wurde, verkörperte Reinke die Rolle des Albert Kästner, der heimlich eine homosexuelle Beziehung mit dem Schlagersänger Toni führt. In dem Fernsehfilm Ein Teil von uns (2016), der eine schwierige Mutter-Tochter-Beziehung schildert, spielte er Jan, den Freund der Tochter Nadja (Brigitte Hobmeier).
In der ZDF-Fernsehreihe Lena Fauch (mit Veronica Ferres als Polizeiseelsorgerin in der Hauptrolle) spielte er in 
zwei Filmen (2013 und 2016) in einer Nebenrolle den Polizeiermittler Florian Buschhausen.
Reinke hatte außerdem Episodenrollen und Gastrollen in einer Vielzahl von Fernsehserien und Krimireihen, u. a. in Der Bulle von Tölz (2006, als Sohn der verdächtigen Margarita Broich), Großstadtrevier (2007, als der sexuellen Belästigung beschuldigter Lehrer), Alles außer Sex (2007, in mehreren Folgen als Lover Florian Römer), Die Rosenheim-Cops (2011, als Rechtsanwalt unter Mordverdacht), Kommissar Stolberg (2011, als des Mordes verdächtiger junger Architekt), SOKO Wismar (2013, als Leiter einer Tauchschule und Ehemann des Mordopfers), Die Bergretter (2014, als Bräutigam, dessen Ex-Freundin ein Kind von ihm erwartet) und In aller Freundschaft – Die jungen Ärzte (2015, als Ehemann einer Patientin). Mehrfach hatte er Gastauftritte in den Krimiserien SOKO Kitzbühel (2009–2015) und SOKO Köln (unter anderem 2014 als arbeitsloser Ehemann an der Seite von Theresa Scholze).
In der 6. Staffel der ZDF-Serie Die Chefin (2016) spielte er den Verlobten der Tochter eines „Familienmörders“, der aus Liebe selbst zum Mörder wird. In der 42. Staffel der ZDF-Serie SOKO München (2016) war Reinke der Investmentbanker Marc Dornberg, der nach über 30 Jahren seine angebliche Mutter wiederfindet und aus Enttäuschung zum Täter wird. In der 16. Staffel der ZDF-Serie SOKO Köln (2017) war Reinke in einer Episodenhauptrolle als Apotheker Jörg Küppers, der, um die Insolvenz seiner Apotheke abzuwenden, illegal Crystal Meth herstellen lässt, zu sehen. In der 5. Staffel der ARD-Serie Morden im Norden (2018) folgte eine weitere Episodenhauptrolle als Ex-Freund einer jungen traumatisierten Frau, die monatelang in einem Kellerverlies gefangen gehalten wurde.
In der Katie-Fforde-Fernsehreihe des ZDF spielte er in dem Film Ziemlich beste Freundinnen (Erstausstrahlung: Juni 2018) die Rolle des untreuen Verlobten der weiblichen Hauptfigur Emily (Nadja Bobyleva). In der 12. Staffel der ZDF-Serie Der Bergdoktor (2019) übernahm Reinke als schwerkranker Bio-Schafzüchter, der an einer Autoimmunerkrankung leidet, eine der Episodenhauptrollen.
Ab der 2. Staffel der ZDF-„Herzkino“-Fernsehreihe Tonio & Julia (Erstausstrahlung: März 2019), in deren Mittelpunkt Oona Devi Liebich als Familientherapeutin Julia Schindel und Maximilian Grill als katholischer Gemeindepfarrer Tonio Niederegger stehen, verkörperte Reinke bis zum Ende der TV-Reihe (Oktober 2020) in einer durchgehenden Rolle den Internisten und Notarzt Dr. Felix Born, den späteren Freund der weiblichen Hauptfigur Julia. In der ZDF-Krimireihe Friesland spielte er in dem Film Asche zu Asche (Erstausstrahlung: März 2019) den Wattführer Patrick Diekmann.
In der 3. Staffel der TV-Serie Charité (2021) übernahm Reinke als Parteisekretär Lehmann eine der durchgehenden Serienrollen. Seit der 13. Staffel der Fernsehserie Die Bergretter (2021) spielt Reinke als Dr. Nick Aichstetter, Arzt im Schladminger Krankenhaus und (Ex)-Freund der Serienfigur Katharina Strasser (Luise Bähr) eine durchgehende Nebenrolle.
Reinke lebt in München.

## Filmografie (Auswahl)
- 2006: Requiem
- 2006: Der Bulle von Tölz: Keiner kennt den Toten (Fernsehserie)
- 2007: Großstadtrevier (Fernsehserie; Folge: Kinder, Kinder)
- 2007: Alles außer Sex (Fernsehserie)
- 2007: Weißt was geil wär…?!
- 2008: Buddenbrooks
- 2009: Stauffenberg – Die wahre Geschichte (Fernsehfilm)
- 2009: SOKO Kitzbühel (Fernsehserie; Folge: Der Götterbote)
- 2010: Polizeiruf 110 – Zapfenstreich (Fernsehreihe)
- 2010: SOKO Köln (Fernsehserie; Folge: Mitten ins Herz)
- 2011: Die Rosenheim-Cops (Fernsehserie; Folge: Tod nach Schankausschuss)
- 2011: Kommissar Stolberg (Fernsehserie; Folge: Geld oder Liebe)
- 2011: Liebe, Babys und ein Herzenswunsch (Fernsehfilm)
- 2012: Drei Stunden
- 2012: SOKO Kitzbühel (Fernsehserie; Folge: Viererband)
- 2013: SOKO Wismar (Fernsehserie; Folge: Eingelocht)
- 2013: Lena Fauch: Gefährliches Schweigen (Fernsehreihe)
- 2014: Die Bergretter (Fernsehserie; Folge: Eishochzeit)
- 2014: Kommissarin Lucas – Der nette Herr Wong (Fernsehreihe)
- 2014: Der Andi ist wieder da (Fernsehfilm)
- 2014: SOKO Köln (Fernsehserie; Folge: Du sollst nicht töten)
- 2015: In aller Freundschaft – Die jungen Ärzte (Fernsehserie; Folge: Auf Messers Schneide)
- 2015: SOKO Kitzbühel (Fernsehserie; Folge: Mach Schluss)
- 2016: Tatort: Auf einen Schlag (Fernsehreihe)
- 2016: Die Chefin (Fernsehserie; Folge: Familienlöscher)
- 2016: Ein Teil von uns (Fernsehfilm)
- 2016: Lena Fauch: Du sollst nicht töten (Fernsehreihe)
- 2016: SOKO München (Fernsehserie; Folge: Abgezockt)
- 2016: Tatort: Mia san jetz da wo’s weh tut (Fernsehreihe)
- 2016: Polizeiruf 110: Wölfe (Fernsehreihe)
- 2017: Der Staatsanwalt (Fernsehserie; Folge: Sabrinas letzter Flug)
- 2017: Frühling – Zu früh geträumt (Fernsehserie)
- 2017: In aller Freundschaft (Fernsehserie; Folge: Fallstricke des Lebens)
- 2017: Gift (Fernsehfilm)
- 2017: Fack ju Göhte 3
- 2017: Ein Lächeln nachts um vier (Fernsehfilm)
- 2017: SOKO Köln (Fernsehserie; Folge: Tod auf Rezept)
- 2018: Marie Brand und das Verhängnis der Liebe (Fernsehreihe)
- 2018: Morden im Norden (Fernsehserie; Folge: Kellerkind)
- 2018: Katie Fforde – Ziemlich beste Freundinnen (Fernsehreihe)
- 2019: Der Bergdoktor: Zeit der Wölfe (Fernsehserie)
- 2019: Die Rosenheim-Cops: (Fernsehserie; Folge: Ein unliebsamer Mitbewohner)
- 2019–2020: Tonio & Julia (Fernsehreihe)
  - 2019: Wenn einer geht
  - 2019: Ein neues Leben
  - 2019: Schulden und Sühne
  - 2020: Nesthocker
  - 2020: Der perfekte Mann
- 2019: Friesland – Asche zu Asche (Fernsehreihe)
- 2019: Marie fängt Feuer – Lügen und Geheimnisse (Fernsehreihe)
- 2019: In aller Freundschaft – Die jungen Ärzte: Ganz in Weiß (Fernsehfilm)
- 2019: Toni, männlich, Hebamme – Daddy Blues (Fernsehreihe)
- 2020: Der Alte (Fernsehserie; Folge: Chancenlos)
- 2020: Annie – kopfüber ins Leben
- 2021: Charité (Fernsehserie)
- 2021: Die Chefin (Fernsehserie; Folge: Murnau)
- 2021: SOKO Stuttgart (Fernsehserie; Folge: Triple A)
- seit 2021: Die Bergretter (Fernsehserie)
- 2021: Bring mich nach Hause (Fernsehfilm)
- 2022: Tatort: Der Mörder in mir (Fernsehreihe)
- 2022: Rosamunde Pilcher: Hochzeitstag (Fernsehreihe)
- 2022: SOKO Donau (Fernsehserie; Folge: Verloschen)
- 2022: WaPo Bodensee (Fernsehserie; Folge: Die Affäre)
- 2022: SOKO Potsdam (Fernsehserie; Folge: Einmal Schlaatz, immer Schlaatz)
- 2023: Was wir fürchten (Fernsehserie, drei Folgen)
- 2024: Lena Lorenz: Vertauscht (Fernsehreihe)
- 2024: Wilsberg: Blinde Flecken (Fernsehreihe)
- 2024: Bettys Diagnose (Fernsehserie; Folgen: Außer Kontrolle, Sprachlos)
- 2024: Notruf Hafenkante (Fernsehserie; Folge: Gefährliche Lage)